# Prolasius

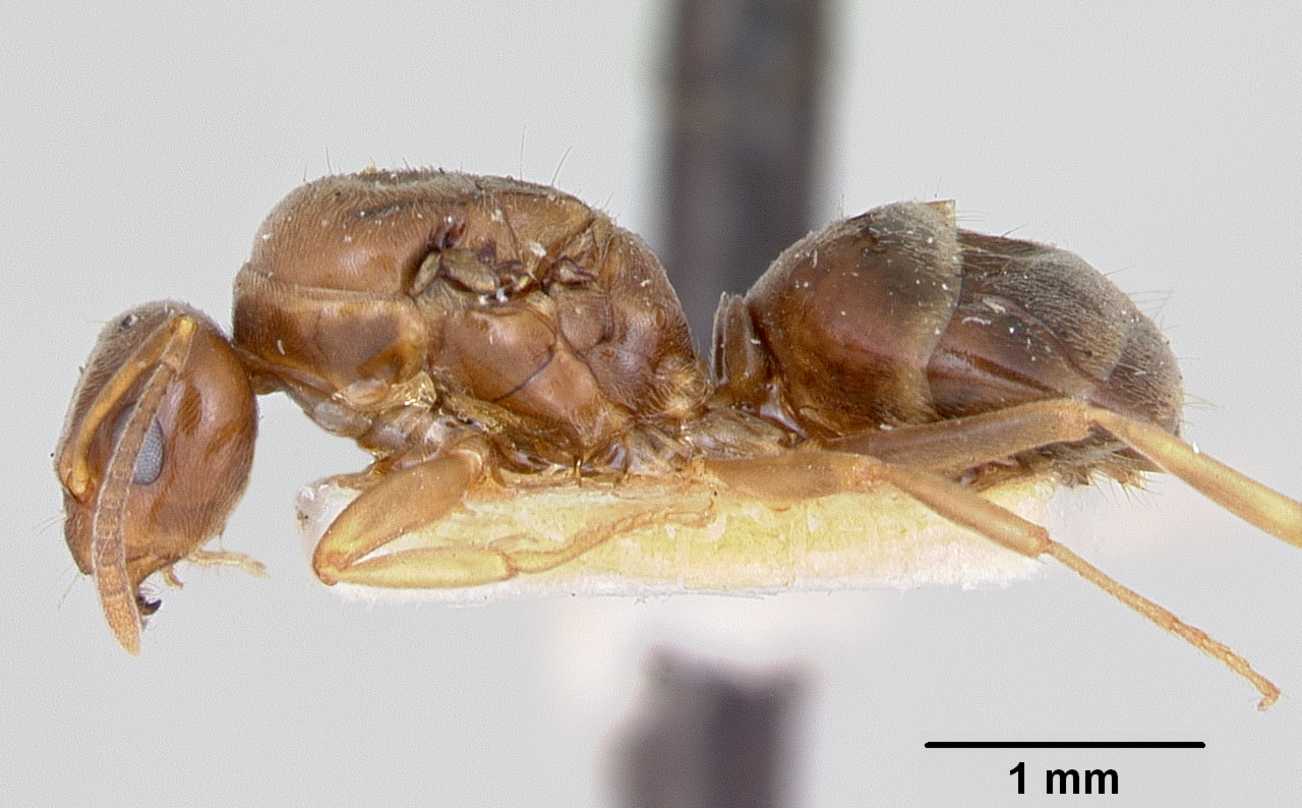
Prolasius advenus

Prolasius (лат.) — род муравьёв подсемейства формицины (Formicinae, Lasiini). Австралия, Новая Зеландия, Новая Гвинея. Около 20 видов.

## Описание
Мелкие земляные муравьи коричневого цвета. Заднегрудка округлая без проподеальных шипиков. Усики самок и рабочих 12-члениковые (у самцов антенны состоят из 13 сегментов). Жвалы рабочих с 5-6 зубцами. Нижнечелюстные щупики 6-члениковые, нижнегубные щупики состоят из 4 сегментов. Голени средних и задних ног с одной апикальной шпорой.
Стебелёк между грудкой и брюшком состоит из одного сегмента (петиоль)
.
- Prolasius abruptus Clark, 1934 — Австралия
- Prolasius advenus (Smith, F., 1862) — Новая Зеландия
- Prolasius antennatus McAreavey, 1947 — Австралия
- Prolasius bruneus McAreavey, 1947 — Австралия
- Prolasius clarki McAreavey, 1947 — Австралия
- Prolasius convexus McAreavey, 1947 — Австралия
- Prolasius depressiceps (Emery, 1914) — Австралия
- Prolasius flavicornis Clark, 1934 — Австралия
- Prolasius formicoides (Forel, 1902) — Австралия
- Prolasius hellenae McAreavey, 1947 — Австралия
- Prolasius hemiflavus Clark, 1934 — Австралия
- Prolasius mjoebergella (Forel, 1916) — Австралия, Новая Гвинея
- Prolasius nitidissimus (André, 1896) — Австралия
- Prolasius pallidus Clark, 1934 — Австралия
- Prolasius quadratus McAreavey, 1947 — Австралия
- Prolasius reticulatus McAreavey, 1947 — Австралия
- Prolasius robustus McAreavey, 1947 — Австралия
- Prolasius wheeleri McAreavey, 1947 — Австралия
- Prolasius wilsoni McAreavey, 1947 — Австралия